# Cromato

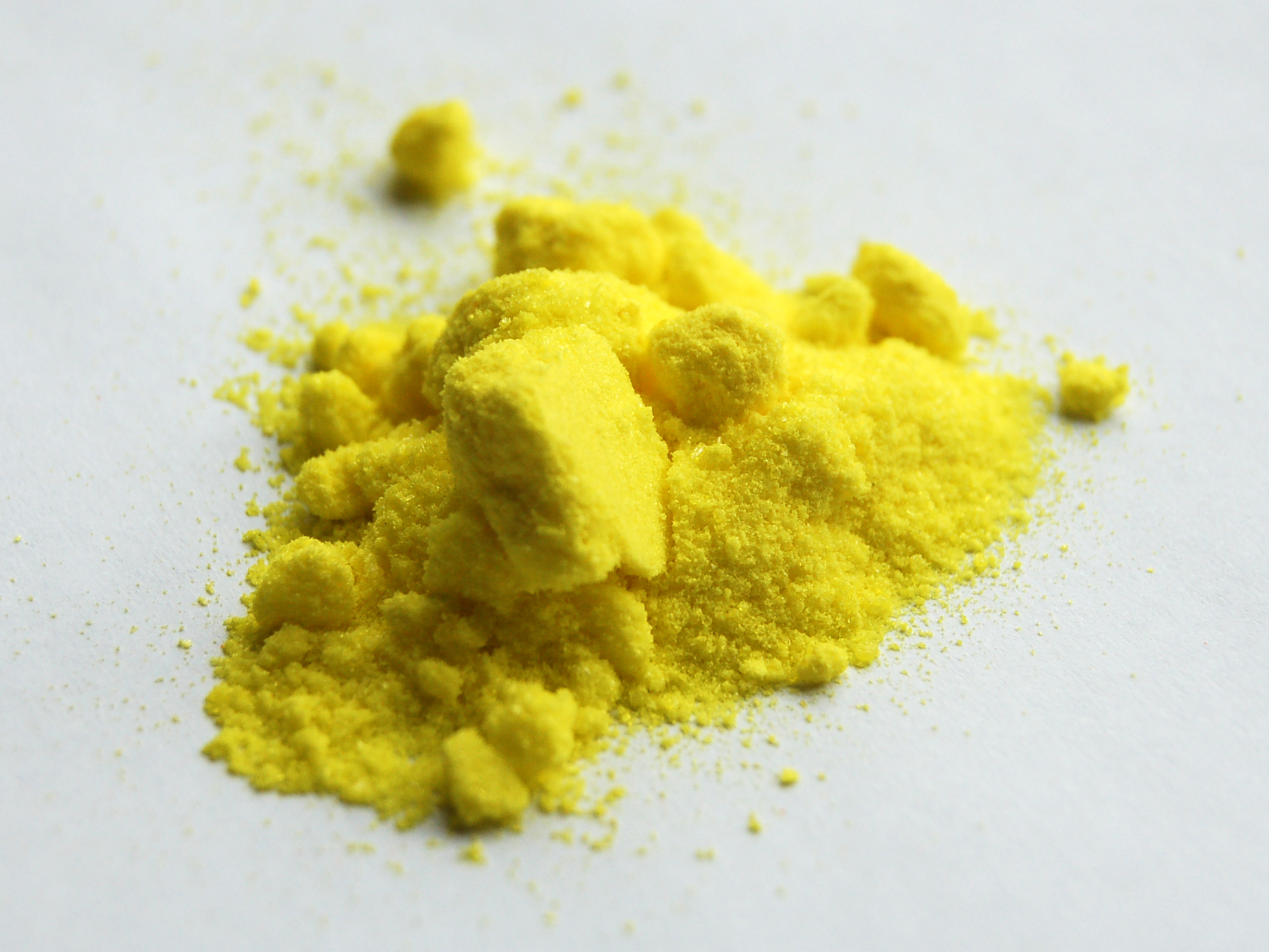
Muestra de cromato de potasio.

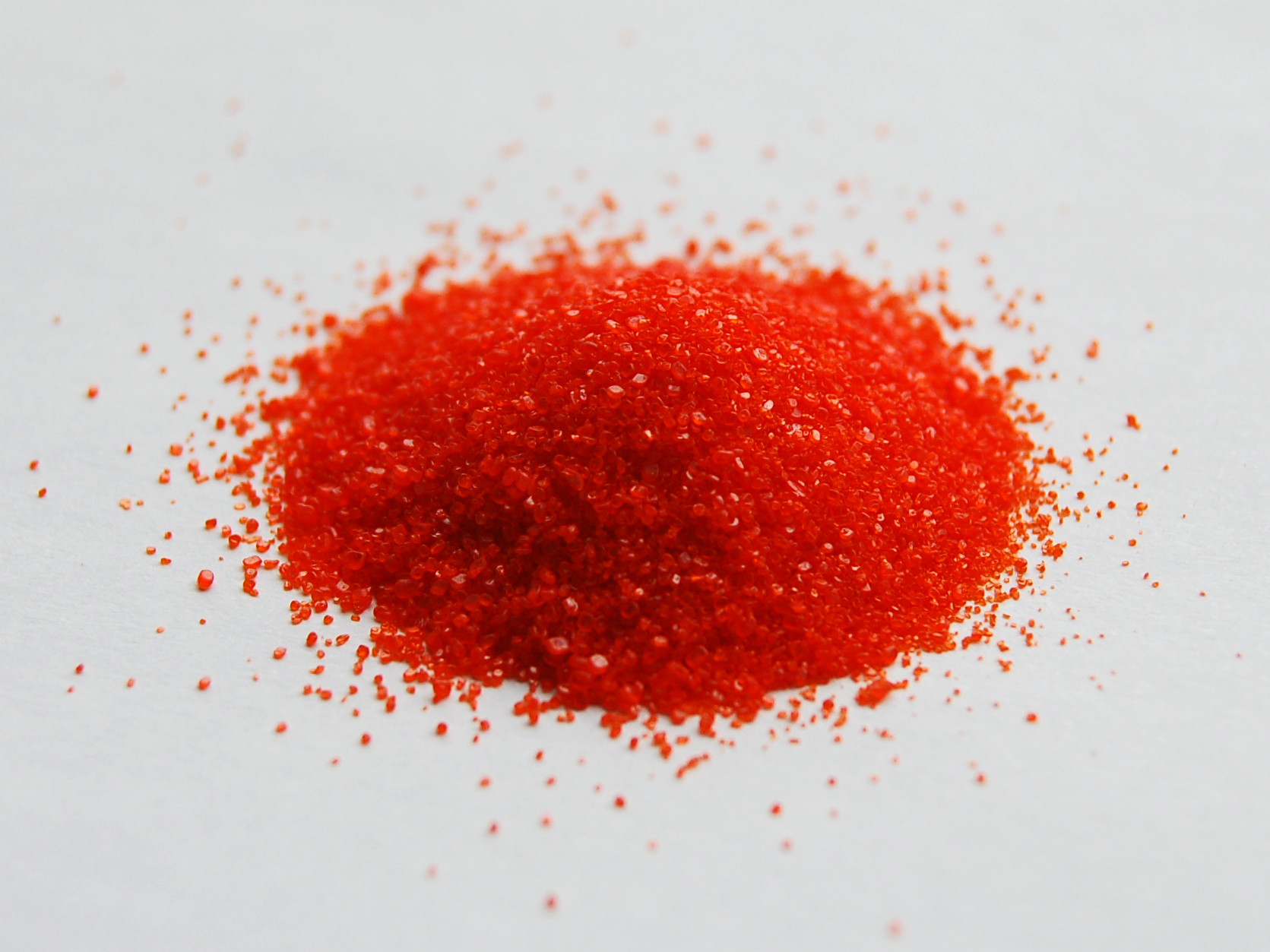
Muestra de dicromato de potasio.

Los cromatos y dicromatos son sales del ácido crómico y del ácido dicrómico, respectivamente. Los cromatos contienen el ion CrO42−, que les da un fuerte color amarillo. Los dicromatos poseen el ion Cr2O72−, por lo que son de un color anaranjado intenso.

## Características
- Los átomos de cromo se encuentran en estado de oxidación 6+ en ambos iones, tanto cromato como dicromato, lo que hace que estos compuestos sean, por lo general, fuertes oxidantes.
- En solución acuosa, el cromato y el dicromato se encuentran en equilibrio.

{\displaystyle 2CrO_{4}^{2-}+2H^{+}\rightleftharpoons Cr_{2}O_{7}^{2-}+H_{2}O}
Al aumentar el pH de la solución, predomina el ion cromato, mientras el dicromato predomina en un pH más bajo. Esto es un clásico ejemplo del Principio de Le Châtelier. La concentración de cromato también afecta al equilibrio.
- Son usados en análisis ambiental para medir la Demanda química de oxígeno.
- Son cancerígenos. Todos los compuestos con cromo en estado de oxidación 6+ son considerados tóxicos y cancerígenos.
- Al ser usados como tituladores en una reacción de óxido-reducción, son reducidos a cromo III, Cr3+, de un color verde azulado.
- Los cromatos de sodio (Na2CrO4), de potasio (K2CrO4) y de amonio (NH4)2CrO4, son sólidos cristalinos solubles en agua y son los cromatos y dicromatos más comúnmente usados como reactivos. En general, los cromatos y dicromatos de metales pesados son poco o nada solubles en agua por lo que carecen de utilidad como reactivos.

## Estructuras
|                                                |                                                |                                                                                       |                                                                                       |
| Estructura tetraédrica del ion cromato. CrO42− | Estructura tetraédrica del ion cromato. CrO42− | El ion dicromato, Cr2O72−, consiste en dos tetraedros unidos por un átomo de oxígeno. | El ion dicromato, Cr2O72−, consiste en dos tetraedros unidos por un átomo de oxígeno. |

- Datos: Q26933712
- Multimedia: Chromates / Q26933712